# Daniel Quigley
Daniel Quigley (16 de mayo de 1988) es un deportista neozelandés que compitió en remo como timonel. Ganó una medalla de bronce en el Campeonato Mundial de Remo de 2006, en la prueba de cuatro con timonel.

## Palmarés internacional
| Campeonato Mundial | Campeonato Mundial | Campeonato Mundial | Campeonato Mundial |
| Año                | Lugar              | Medalla            | Prueba             |
| ------------------ | ------------------ | ------------------ | ------------------ |
| 2006               | Eton (Reino Unido) | Medalla de bronce  | Cuatro con timonel |